# Fernsehturm Guishan
Der Fernsehturm Guishan ist ein 311 Meter hoher Fernsehturm im chinesischen Wuhan. Der Turm auf dem Schildkrötenberg ist für die Öffentlichkeit zugänglich und bietet auf 210 Meter Höhe ein Aussichtsgeschoss mit Restaurant. Der 1986 fertiggestellte Fernsehturm ist der erste, der als chinesische Eigenentwicklung gebaut wurde. Architektonisch lehnt er sich, besonders in der Gestaltung des Turmkorbs, an den Stuttgarter Fernsehturm an.